# Gesneria viridiflora
Gesneria viridiflora är en tvåhjärtbladig växtart som först beskrevs av Joseph Decaisne, och fick sitt nu gällande namn av Carl Ernst Otto Kuntze. Gesneria viridiflora ingår i släktet Gesneria och familjen Gesneriaceae.

## Underarter
Arten delas in i följande underarter:
- G. v. acrochordonanthe
- G. v. quisqueyana
- G. v. sintenisii
- G. v. viridiflora